# Phước Dân
Phước Dân là thị trấn huyện lỵ của huyện Ninh Phước, tỉnh Ninh Thuận, Việt Nam. Thị trấn có 15 khu phố được đánh số thứ tự từ 1 đến 15.

## Địa lý
Thị trấn Phước Dân nằm ở trung tâm huyện Ninh Phước, cách thành phố Phan Rang – Tháp Chàm 8 km về phía tây nam và có vị trí địa lý:
- Phía đông giáp xã An Hải và Phước Hải
- Phía tây giáp xã Phước Hữu
- Phía nam giáp huyện Thuận Nam
- Phía bắc giáp xã Phước Hậu và xã Phước Thuận.

Thị trấn có diện tích 21,55 km², dân số năm 2019 là 25.444 người, mật độ dân số đạt 1.181 người/km², trong đó 30% dân số là người Chăm.
Trên địa bàn thị trấn có Quốc lộ 1 và đường sắt Bắc - Nam đi qua. Ngoài ra còn có tỉnh lộ 703 kết nối với khu vực Tháp Chàm của thành phố Phan Rang – Tháp Chàm.

## Hành chính
Thị trấn Phước Dân có 15 khu phố, được đánh số thứ tự từ 1 đến 15.
| STT | Tên khu phố | Diện tích (ha) | Dân số (người) |
| --- | ----------- | -------------- | -------------- |
| 01  | Khu phố 1   | 360,92         | 1.495          |
| 02  | Khu phố 2   |                |                |
| 03  | Khu phố 3   |                |                |
| 04  | Khu phố 4   | 35,28          | 2.320          |
| 05  | Khu phố 5   |                |                |
| 06  | Khu phố 6   |                |                |
| 07  | Khu phố 7   | 265,91         | 2.731          |
| 08  | Khu phố 8   | 81,57          | 1.318          |
| 09  | Khu phố 9   |                |                |
| 10  | Khu phố 10  |                |                |
| 11  | Khu phố 11  | 108,27         | 1.903          |
| 12  | Khu phố 12  | 322,91         | 1.789          |
| 13  | Khu phố 13  | 150,29         | 1.442          |
| 14  | Khu phố 14  | 107,83         | 1.491          |
| 15  | Khu phố 15  | 105,59         | 1.127          |

## Kinh tế và Xã hội
Phước Dân là trung tâm kinh tế, chính trị, văn hoá và xã hội của huyện Ninh Phước. So với các địa phương khác trong huyện thì Phước Dân có nhiều thuận lợi hơn trong việc phát triển kinh tế, với cơ cấu Nông nghiệp - Tiểu thủ công nghiệp - Thương mại và Dịch vụ. Trong đó nông nghiệp có 2.185 ha cây trồng các loại, tập trung chủ yếu vào cây nho, lúa, táo ta và hoa màu, ngoài ra còn phát triển chăn nuôi dê, bò và cừu lấy thịt thương phẩm. Trên địa bàn thị trấn có 2.338 hộ kinh doanh các ngành nghề như: sản xuất, vận tải, ăn uống, thương nghiệp, du lịch và xây dựng. Hai làng nghề truyền thống Làng gốm Bàu Trúc và Làng Thổ cẩm Mỹ Nghiệp được phát triển và mở rộng quy mô, với 10 cơ sở, thu hút trên 1.800 lao động.
Hiện trên địa bàn thị trấn Phước Dân có 520 hộ ngheo, chiếm 9,67% dân số.

## Lịch sử
Thị trấn Phước Dân được thành lập vào ngày 3 tháng 6 năm 1993 trên cơ sở toàn bộ diện tích và dân số của xã Phước Dân cũ và thôn Mỹ Nghiệp của xã Phước Hải.

## Du lịch
- Làng gốm Bàu Trúc
- Làng Chăm Mỹ Nghiệp

## Danh nhân
- Nhà nghiên cứu văn hóa chăm Inrasara

## Hình ảnh

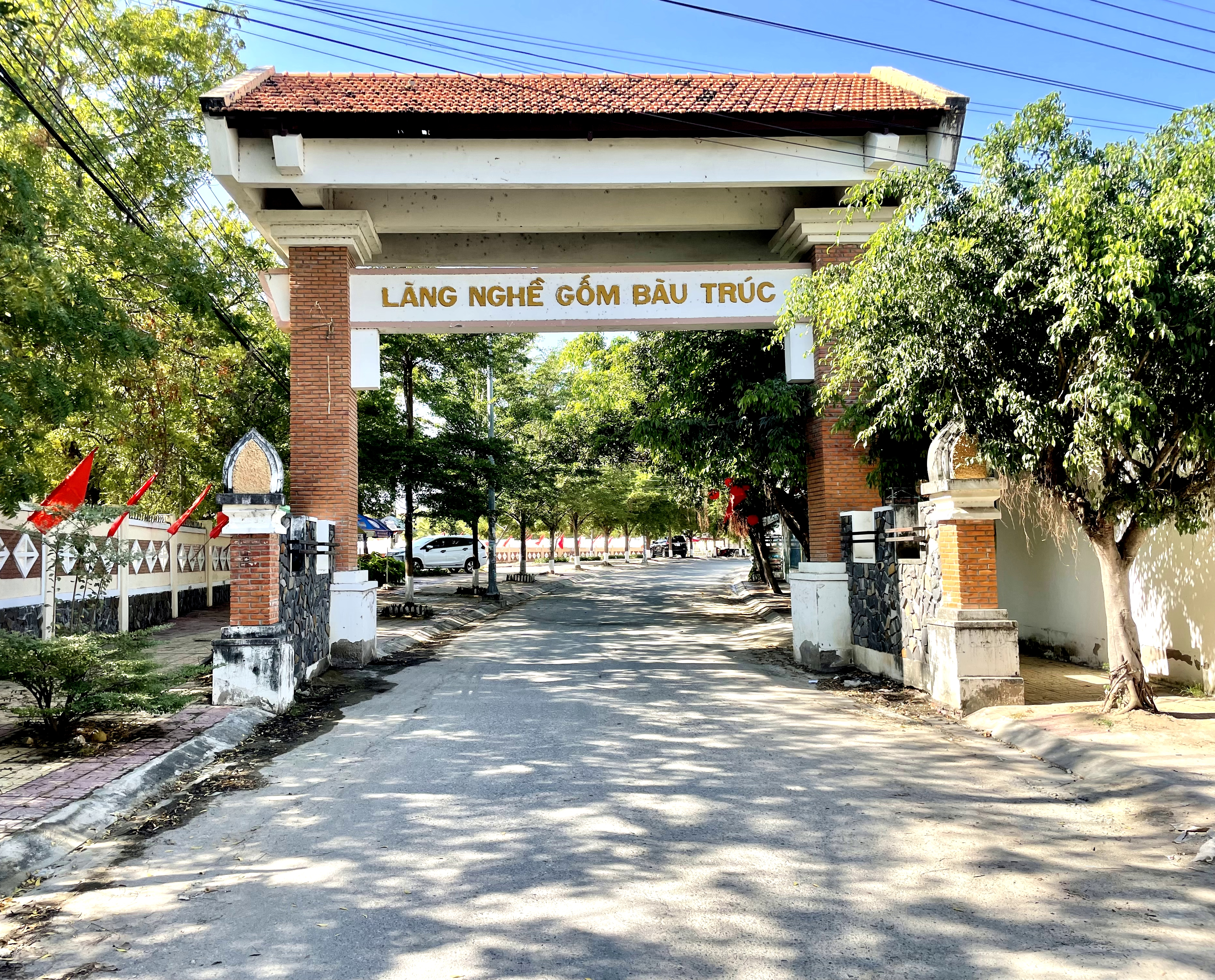
Làng gốm Bầu Trúc ở thị trấn Phước Dân, Ninh Phước
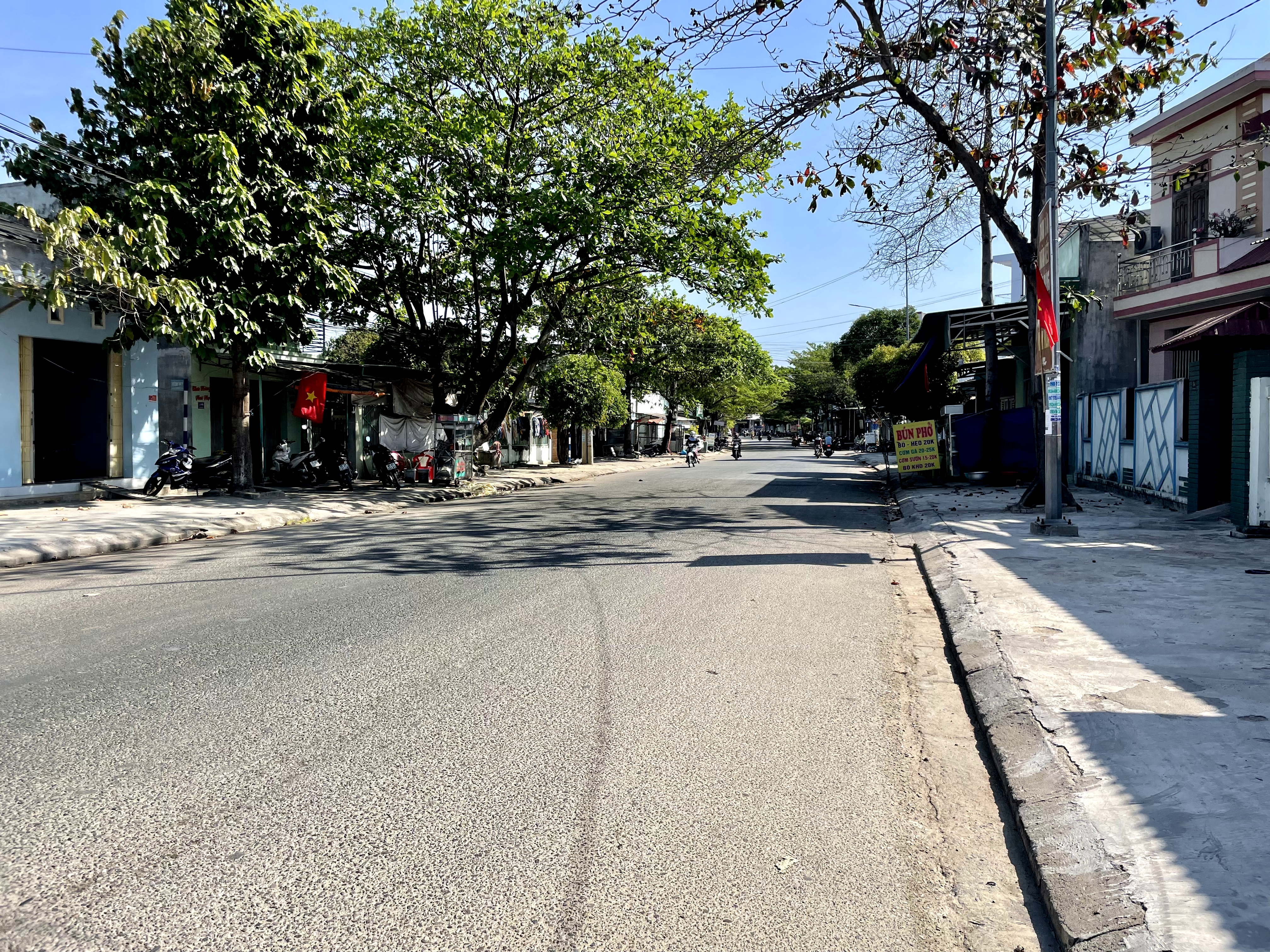
Tỉnh lộ 703, đoạn chạy trong thị trấn Phước Dân
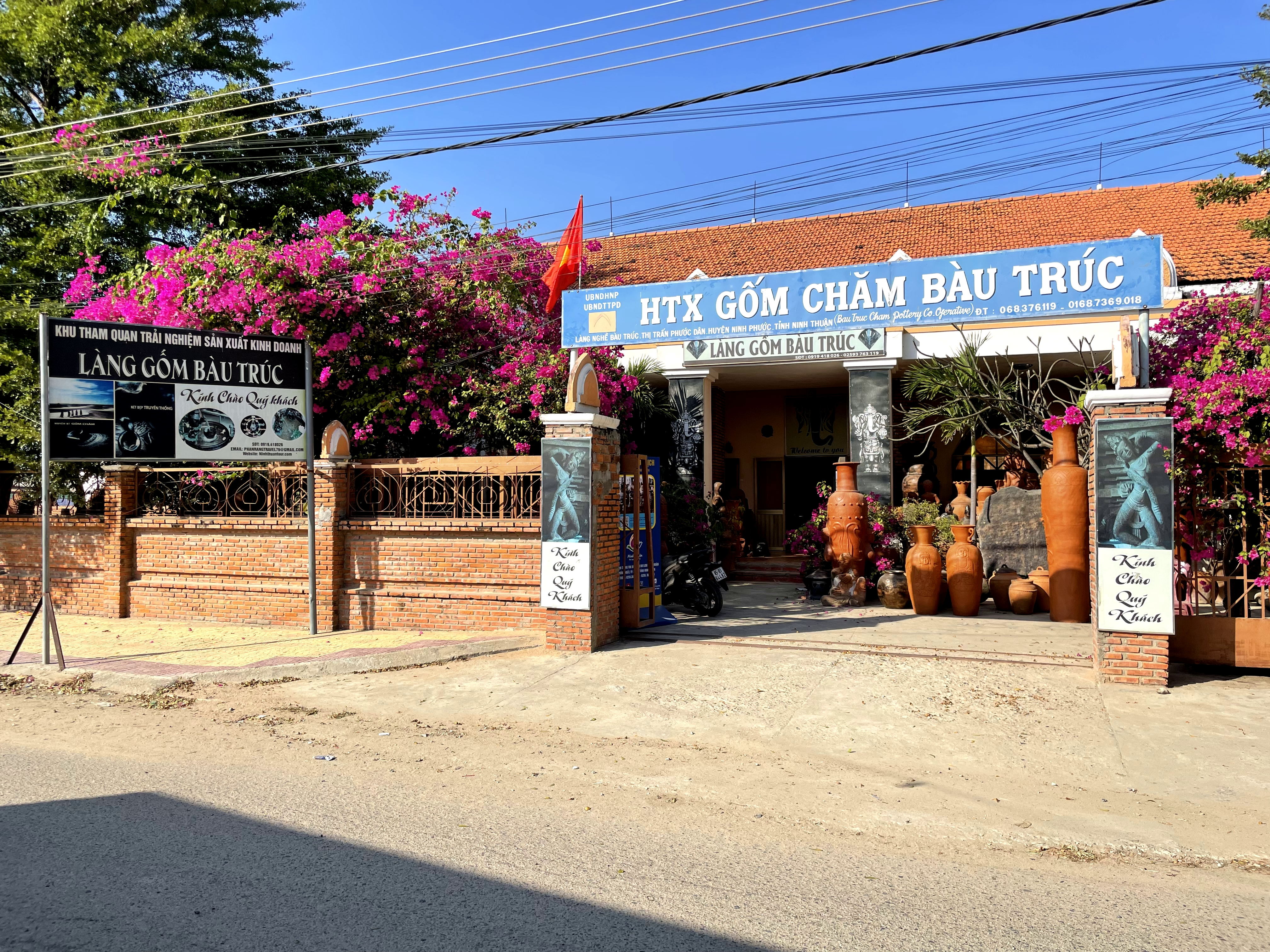
Hợp tác xã gốm Bàu Trúc
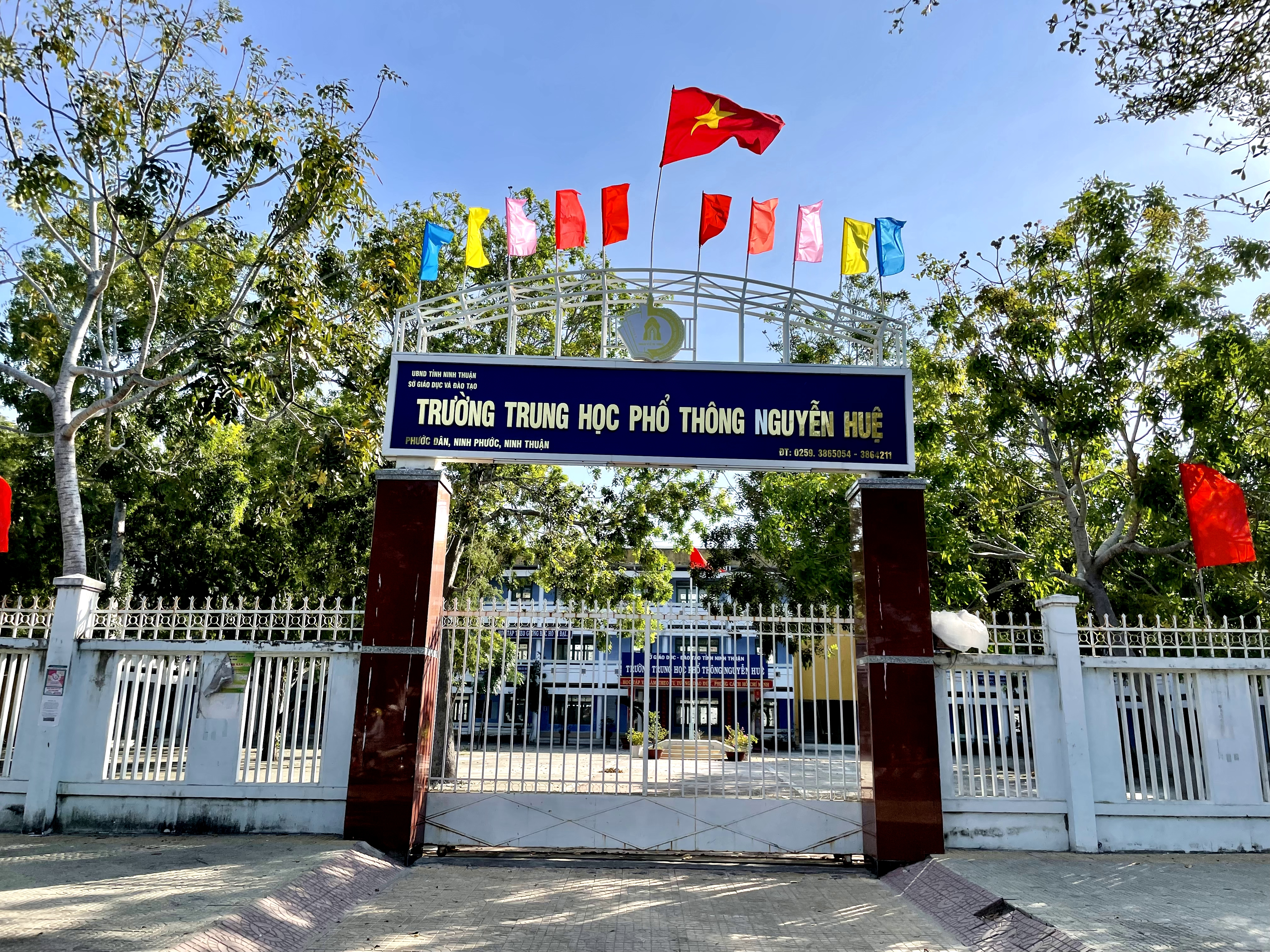
Trường THPT Nguyễn Huệ, một trong 2 trường THPT trên địa bạn thị trấn
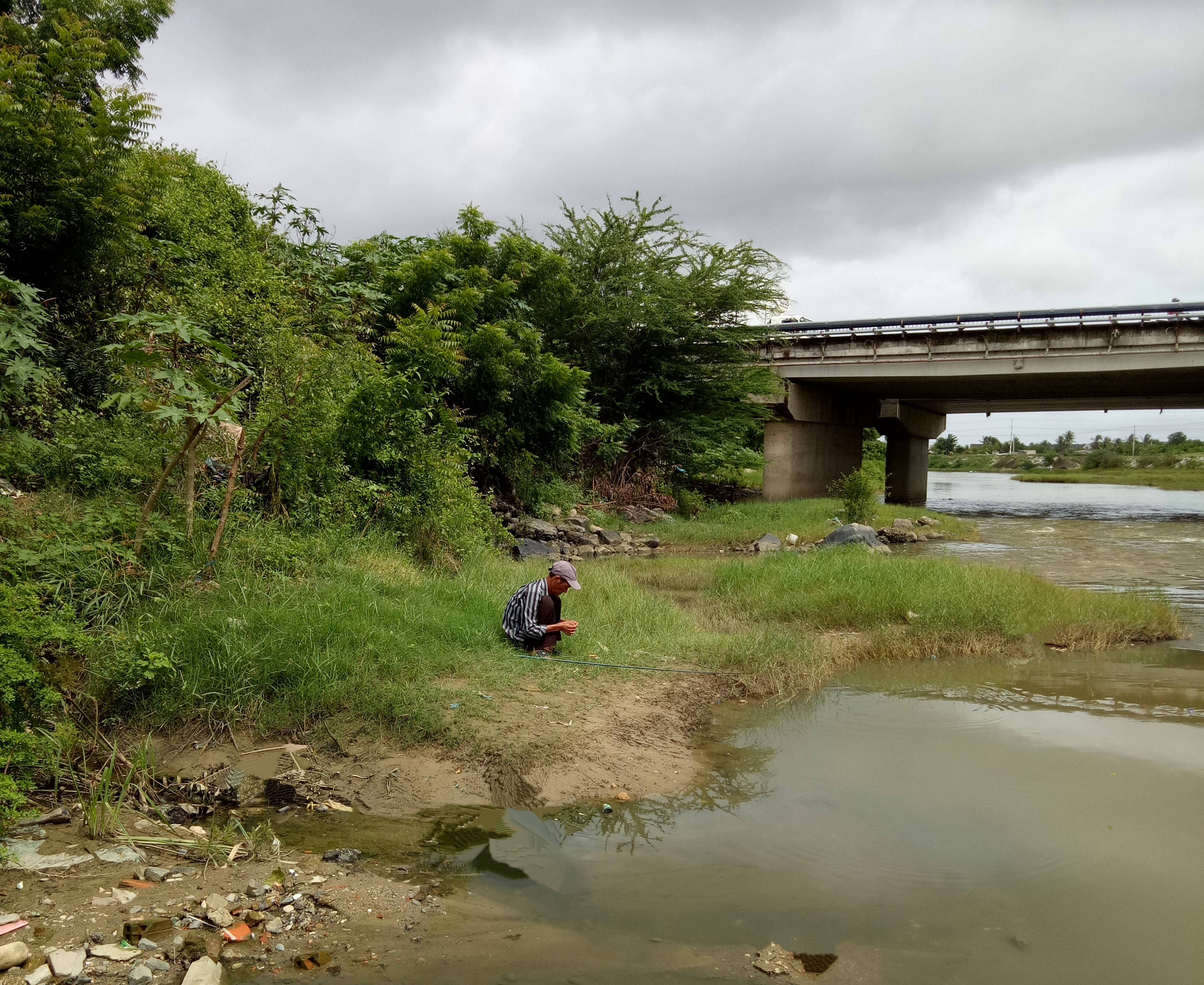
Sông Giá, đoạn chảy qua cầu Phú Quý (QL.1) thuộc thị trấn Phước Dân